# Джеймс, Мандэй
Мандэй Джеймс (англ. Monday James; 19 октября 1986, Лагос, Нигерия) — нигерийский футболист, защитник. Победитель юношеского чемпионата Африки (до 20 лет), серебряный призёр молодёжного чемпионата мира 2005 и летних Олимпийских игр 2008 года.

## Биография
Мандэй Джеймс родился 19 октября 1986 года в нигерийском городе Лагос.

### Клубная карьера
Начал профессиональную карьеру в клубах чемпионата Нигерии — «Бендел Иншурэнс» и «Байельса Юнайтед». В ноябре 2008 года перешёл в пятимесячную аренду в шведский «Хаммарбю». В чемпионате Швеции дебютировал 23 апреля 2009 года в матче против «Гётеборга» (0:1). По окончании срока аренды был выкуплен «Хаммарбю». Однако в итоге в команде не закрепился, проведя в течение пяти сезонов в чемпионате 33 матча и 3 игры отыграв в Кубке Швеции. По окончании сезона 2013 года покинул клуб.

### Карьера в сборной
В январе 2005 года участвовал в юношеском чемпионате Африки (до 20 лет), который проходил в Бенине. В финале турнира Нигерия обыграла Египет со счётом (2:0). Летом того же года сыграл на молодёжном чемпионате мира в Нидерландах. Нигерийцы смогли дойти до финала, где уступили Аргентине (1:2). Джеймс сыграл в 5 матчах на турнире.
В мае 2008 года стал победителем товарищеского турнира под названием Интерконтинетальный Кубок, который проходил в Малайзии. В финале обыграв команду Австралии (2:0).
В августе 2008 году главный тренер олимпийской сборной Нигерии Самсон Сиасиа вызвал Мандэя на летние Олимпийские игры в Пекине. В команде он получил 6 номер. Нигерия стала обладателем серебряных наград турнира, дойдя до финала, где проиграла Аргентине (0:1). Джеймс на турнире провёл всего 3 игры.

## Достижения
- Серебряный призёр Олимпийских игр (1): 2008
- Победитель юношеского чемпионата Африки (до 20 лет) (1): 2005
- Серебряный молодёжного чемпионата мира (1): 2005